# Hortfund von Strückhausen
 Der Hortfund von Strückhausen, im südlichen Ortsteil von Ovelgönne im Landkreis Wesermarsch in Niedersachsen besteht aus 28 Bronzefibeln, die mit geperltem „Silberdraht“ besetzt sind. Sie wurden bei Torfsticharbeiten am 15. Oktober 1929 gefunden. Zwei Lederstücke, die vielleicht als Behältnisse dienten, lagen etwa 45 cm entfernt. Die halbmondförmig auf ein Wolltuch aufgesteckten Fibeln stammen aus der Eisenzeit (um 400 n. Chr.) Eine Pollenanalyse ergab, dass die Gegenstände in einer mit Wasser gefüllten Senke niedergelegt wurden. Die Anordnung lässt den kultischen Zweck dieser Niederlegung im Hochmoor erkennen. Eine Bronzeanalyse ergab eine zinkreiche Bronze von 22 % Zink und 78 % Kupfer.

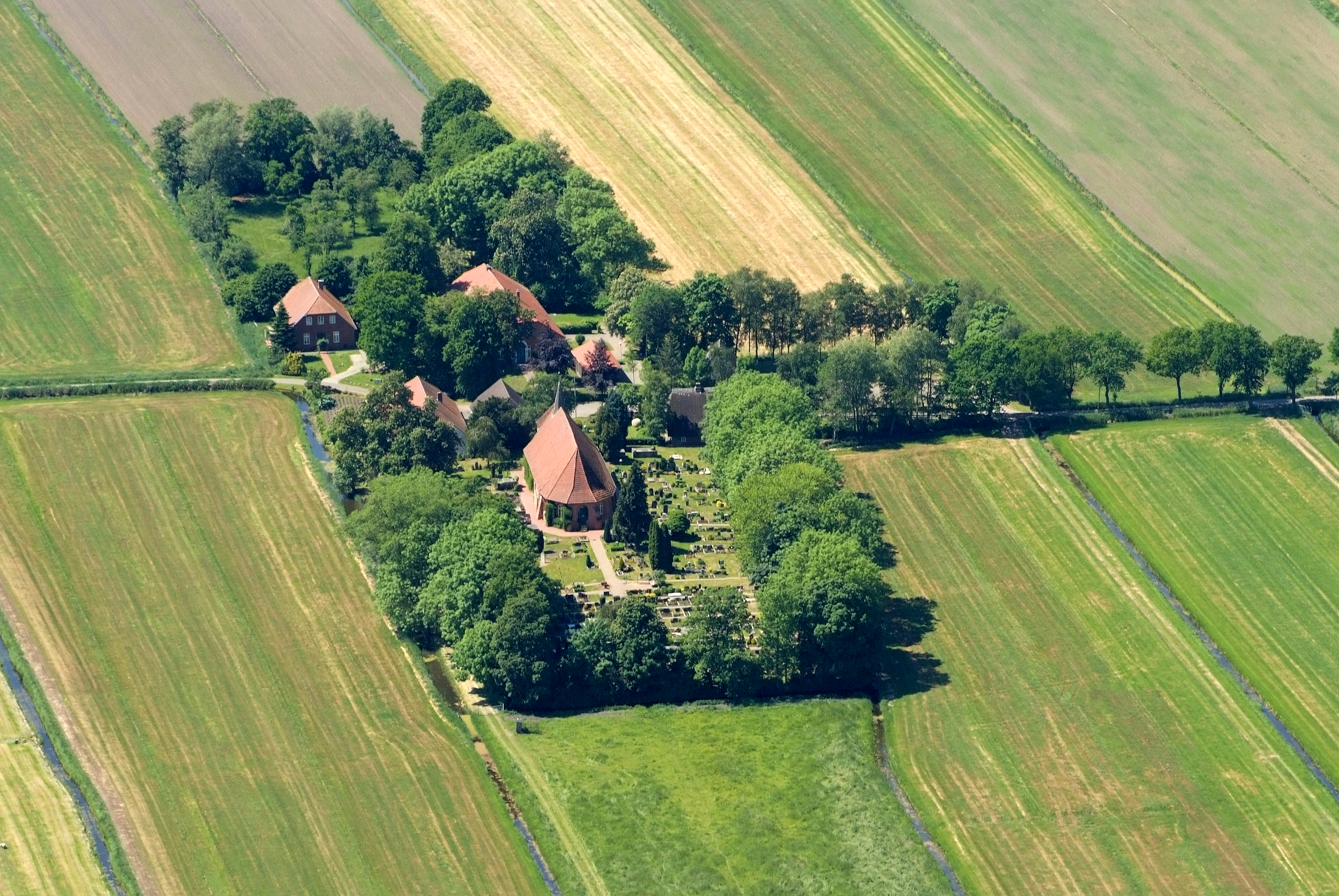
Luftbild Strückhausen

Ein weiteres Beispiel ist eine gleicharmige Fibel aus dem Moor von Oberhausen, Landkreis Ammerland. Diese reich verzierte Opfergabe wurde um 450 n. Chr. niedergelegt.
Bronzener Schmuck, Äxte, Beile oder Lanzenspitzen wurden in Fortführung älterer Praktiken, häufig noch in der Eisenzeit, in Mooren deponiert. Es muss von Niederlegungen ausgegangen werden, die kultische-religiöse Beweggründe hatten. Die Weihe- oder Opfergaben an die Götter sind intentionell entäußert worden, denn eine spätere Bergung war nicht vorgesehen.